# Gondokusuman
Gondokusuman ist ein Distrikt (Kecamatan) innerhalb der Stadt (Kota) Yogyakarta, die Hauptstadt der gleichnamigen Sonderregion im Süden der Insel Java ist. Der Kecamatan liegt im Nordosten der Stadt und hat im Norden und Osten den Kecamatan Depok des Kabupaten Sleman zum Nachbarn, ansonsten grenzen nur drei interne Distrikte. Ende 2021 hatte der zweitgrößte Distrikt (nach Umbulharjo) 43.179 Einwohner auf knapp vier Quadratkilometer Fläche.

## Verwaltungsgliederung
Der Kecamatan (auch Kemantren genannt) gliedert sich in fünf städtische Kelurahan:
| PUM-Code 1    | Kelurahan         | Fläche (km²) | Bevölkerung zur Volkszählung 2 | Bevölkerung zur Volkszählung 2 | Bevölkerung zur Volkszählung 2 | Bevölkerung zur Volkszählung 2 | Bevölkerung zur Volkszählung 2 | Bevölkerung zur Volkszählung 2 | RW/ RT 4 |
| PUM-Code 1    | Kelurahan         | Fläche (km²) | 002000                         | 002010                         | Männer                         | Frauen                         | 2020                           | Dichte 3                       | RW/ RT 4 |
| ------------- | ----------------- | ------------ | ------------------------------ | ------------------------------ | ------------------------------ | ------------------------------ | ------------------------------ | ------------------------------ | -------- |
| 34.71.03.1001 | Demangan          | 0,74         | 10.472                         | 10.551                         | 3.795                          | 4.092                          | 7.887                          | 10.658,1                       | 12/44    |
| 34.71.03.1002 | Kotabaru          | 0,71         | 3.102                          | 2.518                          | 1.128                          | 1.122                          | 2.250                          | 3.169,0                        | 5/20     |
| 34.71.03.1003 | Klitren           | 0,68         | 11.329                         | 10.320                         | 3.966                          | 4.241                          | 8.207                          | 12.069,1                       | 16/63    |
| 34.71.03.1004 | Baciro            | 1,06         | 12.941                         | 12.603                         | 5.328                          | 5.712                          | 11.040                         | 10.415,1                       | 21/87    |
| 34.71.03.1005 | Terban            | 0,80         | 10.610                         | 9.301                          | 3.621                          | 3.916                          | 7.537                          | 9.421,3                        | 12/58    |
| 34.71.03      | Kec. Gondokusuman | 3,99         | 48.454                         | 45.293                         | 17.838                         | 19.083                         | 36.921                         | 9.253,4                        | 66/272   |

## Demographie
Grobeinteilung der Bevölkerung nach Altersgruppen (zum Zensus 2020)
| Altersgruppen | 00Männer | 00Frauen | zusammen |
| ------------- | -------- | -------- | -------- |
| 0–14          | 3.275    | 3.268    | 6.543    |
| 15–64         | 13.159   | 13.793   | 26.952   |
| 65+           | 1.404    | 2.022    | 3.426    |
| gesamt        | 17.838   | 19.083   | 36.921   |
| anteilig (%)  |          |          |          |
| 0–14          | 18,36    | 17,13    | 17,72    |
| 15–64         | 73,77    | 72,27    | 73,00    |
| 65+           | 7,87     | 10,60    | 9,28     |

### Bevölkerungsentwicklung
In den Ergebnissen der sieben Volkszählungen seit 1961 ist folgende Entwicklung ersichtlich:
| Einheit/Jahr           | 1961         | 1971         | 1980         | 1990         | 2000         | 2010         | 2020         |
| ---------------------- | ------------ | ------------ | ------------ | ------------ | ------------ | ------------ | ------------ |
| Kecamatan Gondokusuman | 37.659       | 45.274       | 57.067       | 56.561       | 48.454       | 45.293       | 36.921       |
| Anteil in %            | 1,69         | 1,82         | 2,08         | 1,94         | 1,55         | 1,31         | 1,01         |
| Kota Yogyakarta        | 306.296      | 340.491      | 398.089      | 412.059      | 396.711      | 388.627      | 373.589      |
| Sonderregion DIY       | 00 2.231.062 | 00 2.487.177 | 00 2.750.025 | 00 2.912.611 | 00 3.120.478 | 00 3.457.491 | 00 3.66.8719 |